# Mail Art

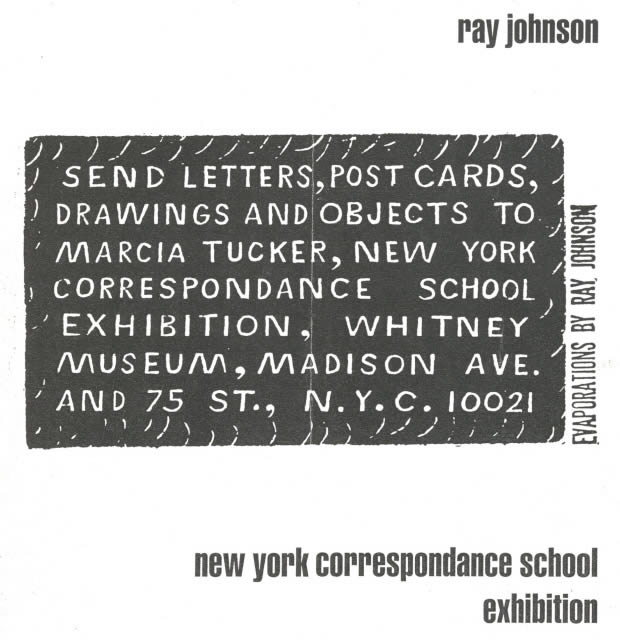
Ray Johnsons Einladungskarte zur ersten Mail-Art-Show, 1970

Mail Art [mɛɪl aː(ɹ)t] (englisch „Postkunst“), von ihrem Mitbegründer Ray Johnson auch Correspondence Art [kɔɹɛs'pɔndns] (englisch „Korrespondenzkunst“) genannt, ist Kunst per Post.

## Definition
Mail Art bezeichnet vordergründig die im Netz eines Postdienstes gesendeten Briefe, Karten, Gegenstände und Dokumentationen von Aktionen, Ausstellungen und anderen Kunstprojekten, die von den Mail-Art-Künstlern produziert, versendet, gesammelt und archiviert werden. Wesentlicher als die materiellen Objekte ist jedoch der Prozess der fortgesetzten kollektiven Selbstschöpfung des Netzwerks durch seine Akteure, also Handeln und Kommunikation: Mail Art ist eine Netzkunst. Im Kontext von Medientheorien und konzeptueller Kunst seit den 1960er Jahren galten die von Mail-Artisten oder Netzwerkern versendeten Gegenstände und Mitteilungen nur als Spuren des umfassenden künstlerischen, politischen und philosophischen Unternehmens Mail Art. In Anlehnung an den Begriff der „Fête Permanente/Eternal Network“ des Fluxus-Künstlers Robert Filliou wird Mail Art von den Beteiligten oft als „Ewiges Netzwerk“ verstanden, das jedem offensteht, einerlei ob er sich als Nicht-Künstler oder als Künstler begreift. Mail Art hat einen unkommerziellen Charakter und pflegt Distanz zum Kunstmarkt.
Als soziales und politisches Medium war Mail Art ein Mittel des Widerstands in den Diktaturen Lateinamerikas und Osteuropas. Wie Konzeptkunst umgeht Mail Art die üblichen Verteiler wie Galerien, Kunsthändler oder Museen und ist daher nur schwer kontrollierbar. Daher nahmen einige subkulturelle Gruppen, beispielsweise aus dem Umfeld von Punk und Industrial Music, teil und lieferten Beiträge zum Netzwerk.

## Geschichte
Der Begriff Mail Art wurde 1971 von dem Kunstkritiker und Kurator Jean-Marc Poinsot geprägt, aber erst nach einem Artikel des Künstlers David Zack 1973 in der Januar-Ausgabe der Zeitschrift Art in America im Mail-Art-Netzwerk selbst übernommen. Ihre Ursprünge liegen jedoch in der durch Ray Johnson gegründeten New York Correspondance School, einem Netzwerk künstlerischer Briefwechsel im Umfeld von Neo Dada, Fluxus, Pop Art und der New Yorker Kunstszene.
Robert Rehfeldt, Horst Tress, Ben Vautier, Wolf Vostell und Ken Friedman beteiligten sich ebenfalls an frühen Mail-Art-Projekten.
Kunsthistorisch ist Mail Art jedoch nur kurz als bedeutend wahrgenommen worden. Ab 1970 differenzierte sich die Mail Art von der übrigen zeitgenössischen Kunst aus und brachte eigene Künstler hervor, die primär oder ausschließlich in ihrem Netzwerk arbeiteten. Dazu gehörte die kanadische Künstlergruppe „General Idea“, deren Zeitschrift „FILE“ die Typographie der Zeitschrift „LIFE“ imitierte, sowie die „Bay Area Dadaists“ in San Francisco um Anna Banana und Bill Gaglione, deren Zeitschrift „VILE“ wiederum auf „FILE“ anspielte. Eines der ersten weltweit verbreiteten Netzwerke war das von Klaus Groh herausgegebene Info-Blatt „IAC-INFO“, (IAC = International Artists’ Cooperation), wovon 40 Ausgaben erschienen sind. Ab Mitte der 1970er Jahre waren auch Performance-Künstler wie COUM Transmissions (später umbenannt in Throbbing Gristle) und Monte Cazazza im Mail-Art-Netzwerk aktiv, die zu Begründern der Industrial Music wurden. In den 1980er Jahren ging der Neoismus aus der Mail Art hervor.
Nach der Öffnung des „Eisernen Vorhangs“ verlor die Mail Art ihre ursprüngliche Bedeutung als Distributionsinstrument. Geheimdienstliche Überwachung der Mail Art wurde eingestellt. Die Hilferufe aus den sozialistischen Ländern Osteuropas und den Ländern der lateinamerikanischen Militärdiktaturen änderten sich in eine neue ästhetische Form der brieflichen Kommunikation, die in Sphären der visuellen und konkreten Poesie landeten. Seit Beginn der 90er Jahre ist ein Schwerpunkt innerhalb der Mail Art das gemeinsame Erstellen des an visueller Poesie im weitesten Sinne orientierten Künstlerbuchs und der Künstlerzeitschrift geworden. Herausgeber wie Hartmut Andryczuk, Guillermo Deisler, Vittore Baroni, Karl-Friedrich Hacker, Schoko Casana Rosso, Ryosuke Cohen und Francis van Maele u. a. dienten und dienen hierbei als Schaltzentralen.

## Mail Art und Internet-Kunst
Die medientheoretische Bedeutung von Mail Art erschließt sich erst in Beziehung zu späteren Entwicklungen wie digitaler Netzkunst bzw. Net art, oder in Beziehung zum Austausch in Mailboxen und im Usenet. Mail Art ist zwar keine analoge Internet-Kunst per Post, ließ aber bereits früh Strategien und Phänomene erkennen, die sich später in telematischer Kunst und anderen künstlerischen Aneignungen des Internets ausprägten.
Von Beginn an war Mail Art eine Netzwerkkunst, die sich selbst reflektiert, künstlerische Identitäten und virtuelle Personen hervorbringt und soziale Verhaltensweisen der Teilnehmer verändert.
Dies wird ermöglicht, da sich Mail Art als DenkArt versteht. Ich sende Ihnen einen Gedanken zu. Bitte denken Sie ihn weiter. (Robert Rehfeldt)
Eine umfangreiche Sammlung elektronischer Mail Art ist seit 2008 durch die ungarische Initiative The Arnolfini Archives des Künstlers, Dichters und Soziologen Ervin Zsubori entstanden. Der Bestand wird durch thematische Ausschreibungen laufend erweitert.
Vorformen der Idee Avatar sind beispielsweise in der von David Zack erfundenen multiplen Identität Monty Cantsin oder in der Cavellini Foundation zu finden.

## Mail Art Archive
Für wissenschaftliche Forschungszwecke sind die entstandenen Mail Art Archive von großer Bedeutung. Die zurzeit umfangreichsten sind das von György Galantai in Budapest gegründete Archiv „art pool“, das Lomholt Mail Art Archive in Roskilde und das von César Reglero Campus gegründete Archiv „boek 861“ in Tarragona. Mail Art aus Osteuropa wird auch im Mailart-Archiv des Staatlichen Museum Schwerin gesammelt. Ein großes Archiv wird vom Museum für Kommunikation Frankfurt unterhalten.
Ein ganz kleines Archiv führt auch das Kleist-Museum Frankfurt (Oder) in der sogenannten Kleist-WG, einem schulpädagogischen Projekt. Im Zusammenhang mit ihrer Publikation von 2010 steht die Sammlung des Mail Art-Archivs [Franziska] Dittert (siehe Literatur).
Im AAP Archive Artist Publications in München befindet sich ebenfalls eine umfangreiche Sammlung an Mail Art Materialien (über 15.000 Teile). Sie basiert vorwiegend auf Schenkungen von Klaus Groh, Jürgen O. Olbrich, Horst Tress und Angela Behrendt.

## Liste internationaler Mail-Art-Künstler (Auswahl)
- Vittore Baroni
- Joseph Beuys
- Cristina Blank (5Blanks)[3]
- Guy Bleus
- Alighiero Boetti
- Hans Braumüller[4]
- Alexander Charistos (Charistos-Ansari)
- Marilyn Dammann
- Maks Dannecker[5]
- Guillermo Deisler
- Reinhard Döhl
- H. R. Fricker
- Padhi Frieberger
- Thorsten Fuhrmann
- Leonhard Frank Duch
- Klaus Groh
- Elke Grundmann
- Volker Hamann
- Roland Halbritter
- Rüdiger Heins
- John Held Jr.
- Gabriele Astrid Hoppe
- David Horvitz
- Joseph W. Huber
- Ruud Janssen
- Birger Jesch
- Ray Johnson
- Norbert Koczorski
- Hendrik Liersch
- Niels Lomholt
- Rainer Luck
- Oskar Manigk
- Pedro Meier
- Henning Mittendorf
- Hassan Musa
- Jürgen O. Olbrich
- Robert Rehfeldt
- Karla Sachse
- Heike Sackmann
- Annegret Soltau
- Shozo Shimamoto
- Litsa Spathi
- Joachim Stange[6]
- Klaus Staeck
- M. Vänçi Stirnemann
- Horst Tress
- Ben Vautier
- Wolf Vostell
- Friedrich Winnes
- Lutz Wohlrab
- Ruth Wolf-Rehfeldt